# Hyundai Venue
Hyundai Venue (кор. 현대 베뉴) — малолітражний кросовер виробництва південнокорейського виробника Hyundai. 

## Опис

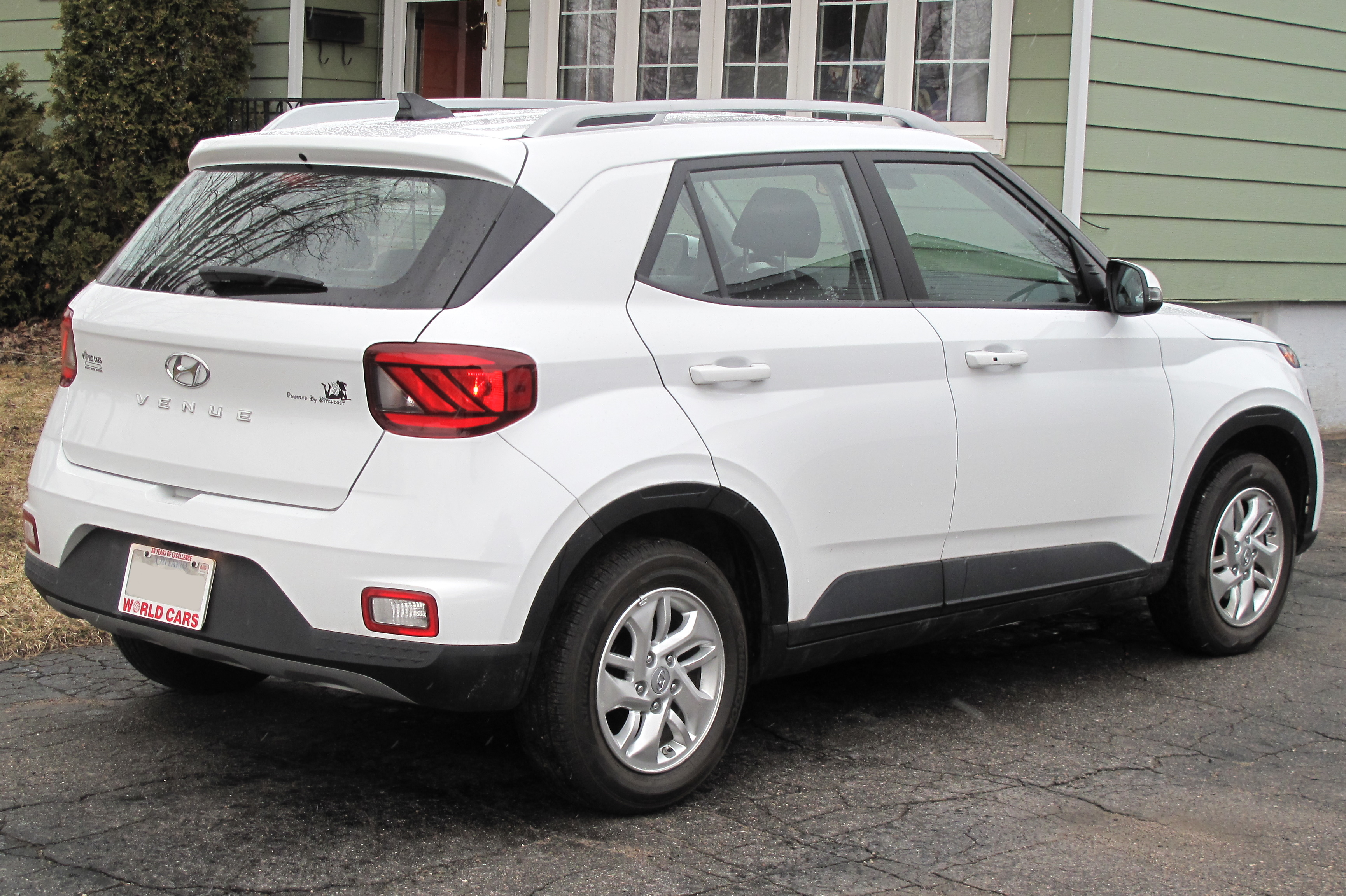

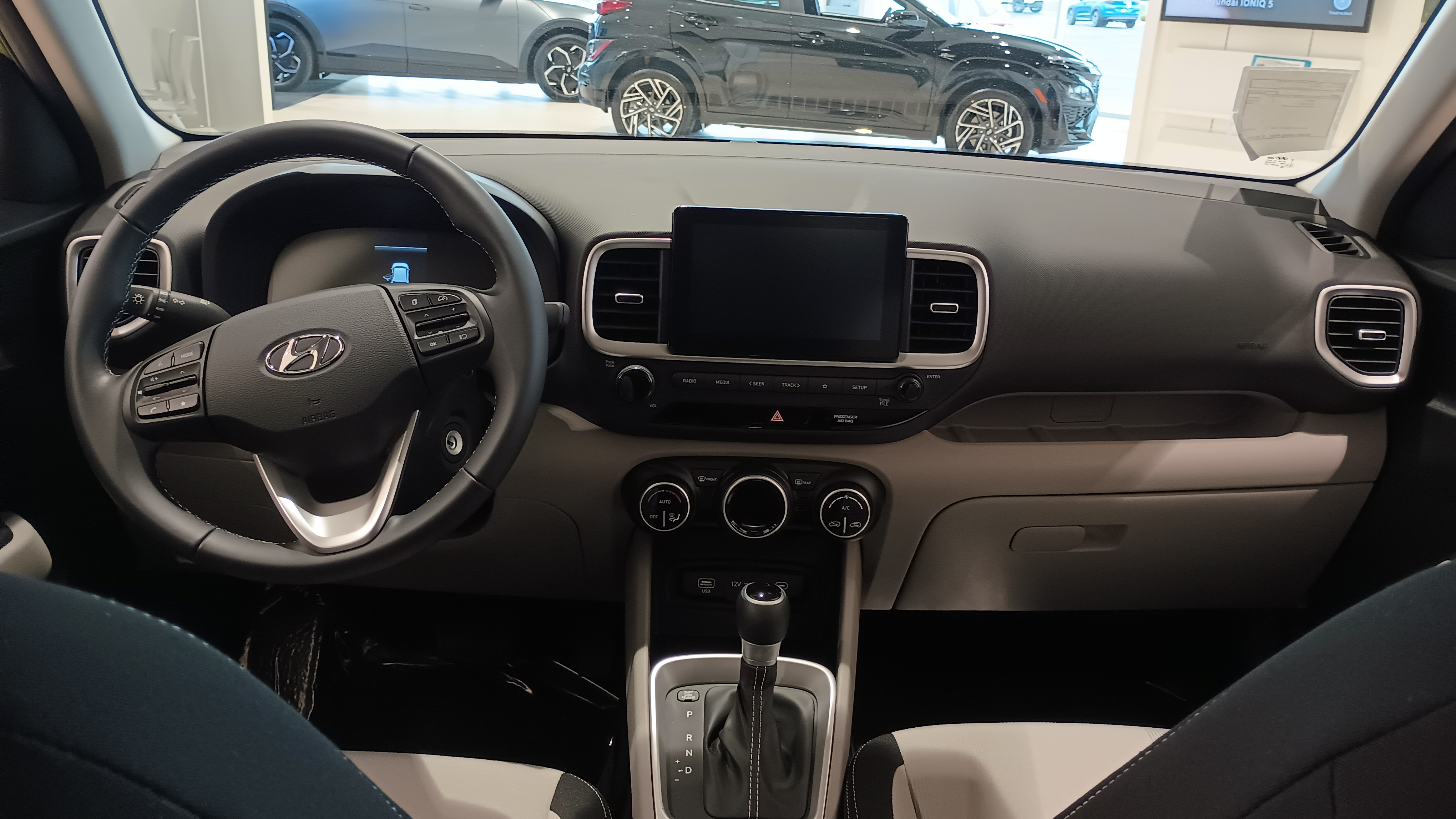

Автомобіль створений на платформі Hyundai-Kia K2 від Accent, це був найменший кросовер Hyundai до появи Casper. Автомобіль дебютував на Міжнародному автосалоні в Нью-Йорку 2019 року. В міжнародній лінійці Hyundai кросовер Venue розміщений нижче Kona та Creta і вище Casper.

## Двигуни
Бензинові:
- 1.0 L Kappa II T-GDi I3
- 1.2 L Kappa II MPi I4
- 1.6 L Gamma II MPi I4
- 1.6 L Smartstream MPi I4

Дизельні:
- 1.4 L U II CRDi I4
- 1.5 L U II CRDi I4

## Продажі

### Глобальні продажі
| рік  | Venue QX | Venue QXi | всього  |
| ---- | -------- | --------- | ------- |
| 2019 | 37,454   | 74,324    | 111,778 |
| 2020 | 56,305   | 88,531    | 144,836 |

### Регіональні продажі
| рік  | Індія  | Пд. Корея | США    |
| ---- | ------ | --------- | ------ |
| 2019 | 70,443 | 16,867    | 1,077  |
| 2020 | 82,428 | 17,726    | 19,125 |